# (237276) Nakama
(237276) Nakama est un astéroïde de la ceinture principale.

## Description
(237276) Nakama est un astéroïde de la ceinture principale. Il fut découvert le 2 décembre 2008 à Geisei par Tsutomu Seki. Il présente une orbite caractérisée par un demi-grand axe de 2,55 UA, une excentricité de 0,20 et une inclinaison de 14,1° par rapport à l'écliptique.

## Compléments